# Nanorana ercepeae
Espèce
Synonymes
- Rana ercepeae Dubois, 1974 "1973"
- Paa ercepeae (Dubois, 1974)

Statut de conservation UICN

 NT  : Quasi menacé
Nanorana ercepeae est une espèce d'amphibiens de la famille des Dicroglossidae.

## Répartition
Cette espèce est endémique de l'Ouest du Népal. Elle se rencontre entre 2 200 et 2 600 m d'altitude.
Sa présence est incertaine en Inde.

## Étymologie
Cette espèce a été nommée en l'honneur de RCP 253 du CNRS.

## Publication originale
- Dubois, 1974 "1973" : Diagnoses de trois espèces nouvelles d'amphibiens du Népal. Bulletin de la Société Zoologique de France, vol. 98, p. 495-497.